# Píseň o Girartovi de Roussillon
Píseň o Girartovi de Rousillion (kolem 1180, La chanson de Girart de Roussillon) je jeden z francouzských středověkých hrdinských eposů, tzv. chansons de geste. Píseň pochází z Burgundska a je napsána ve francouzsko-okcitánském nářečí. Je řazena do Cyklu Doona Mohučského a jejím námětem je vzpoura Girarta proti králi Karlovi. Od ostatních písní cyklu se ale liší tím, že vzpoura vazala je považována za nepřijatelnou a zásahem Boha se obrátí v kajícnost a pokoru.
V písni je Girart synem bratra Doona Mohučského Drogona a jako takový je bratrancem Ajmonda z Dordone a tedy příbuzný Renauda de Montauban a jeho tří bratrů. Mezi jeho další příbuzné patří například kouzelník Maugis d'Aigremont, rytíř Ogier Dánský nebo Huon de Bordeaux.
Postava Girarta de Roussilon vznikla na základě života hraběte a vévody Girarta de Roussilon, který se skutečně vzbouřil proti králi Karlovi II. Holému. Historické údaje jsou však v písni natolik deformované, že v roli krále vystupuje dokonce Karel Martel, ačkoliv podle písně Aspremont by mělo jít o Karla Velikého.
Příběh Girarta de Roussillon je obsahem několika rukopisů. Nejstarším z nich je chanson de geste vzniklá kolem roku 1180 v desetislabičných asonujících verších, která vycházela z latinského hagiografického spisu Vita nobilissimi comitis Girardi de Rossellon z přelomu 11. a 12. století. Na základě písně napsali v alexandrínech v letech 1330 až 1349 mniši z opatství v Pothières (které skutečný Girart založil roku 863) Román o Girartovi de Roussillon. Ten se stal roku 1447 zdrojem románu v próze od Jeana Wauquelina.

## Obsah eposu
Aby se odměnil králi Karlovi a hraběti Girartovi za ochranu Říma proti Saracénům, určí řecký císař Karlovi za manželku svoji starší dceru Bertu a Girartovi mladší Elissentu. Karlovi se však líbí Elissenta více a vynutí si ji, ačkoliv Elissenta Girarta miluje. V náhradu zbaví Girartovo panství vazalských povinností, kromě svobodné honitby v okolí Roussillonu. Elissenta daruje Girartovi prsten a Berta se stane Girartovou chotí.
Problém nastane když Karel neupozorní Girarta, že pořádá v jeho lesích hon a později chce, aby mu Girart složil poklonu. To Girart prudce odmítne a dojde ke střetnutí, které přeroste ve válku, ač sám Bůh projeví svou vůli po míru a sežehne Karlovu i Girartovu korouhev. Nakonec Girart zradou podlehne a prchne s Bertou do Argonnského lesa, kde se dvacet dva let živí jako uhlíř a Berta jako švadlena. Potká také poustevníka, který se mu snaží vysvětlit, že příčinou války s Karlem je jeho pýcha, kterou mu do srdce vkládá Satan.
Nakonec v něm pohled na turnaj probudí touhu po královském dvoře, odejde se svou ženou do Orléansu, kde se nechá podle prstenu poznat královně Elissentě, která mu zprostředkuje smír s králem. Bůh zlomí jeho pýchu a Girart se zaváže postavit za vypálené kláštery nové, aby se v nich mniši modlili za jeho pána Karla.